# Lego Dreamzzz
Lego Dreamzzz или Lego Dreamzzz: Trials of the Dream Chasers е анимационен сериал, който е базиран на едноименната поредица играчки, произведени от Lego, и е продуциран от Pure Imagination Studios. Премиерата на сериала е по YouTube, Amazon Prime, Netflix, Sky and ITVX на 15 май 2023 г. във Великобритания. Първият сезон се състои от 20 епизода.
Първият сезон се посвещава на сценариста Нейтън Шепърд и анимиационния монтажист Карл Лонди, които починаха по време на производството.

## В България
В България сериалът е качен в YouTube на 11 август 2023 г.

### Нахсинхронен дублаж
| Персонаж           | Изпълнител |
| ------------------ | --- |
| Матео              | Владимир Зомбори |
| Изи                | Радослава Стойнева |
| Купър              | Камен Асенов |
| Логан              | Виктор Иванов |
| Царят на кошмарите | Виктор Иванов |
| Господин Оз        | Явор Караиванов |
| Хосе               | Димитър Ангелов |
| Ношен ловец        | Димитър Ангелов |
| Ковачът            | Димитър Ангелов |
| Госпожа Кастио     | Михаела Тюлева |
| Зоуи               | Августина-Калина Петкова                                                                                                  |
| Други гласове      | Анатолий Божинов Георги Стоянов Живко Джуранов Йоанна Драгнева Лъчезар Натлев Майкъл Зарков Натали Андонова Рада Христова |

| Обработка              | Александра Аудио                                                  |
| ---------------------- | ----------------------------------------------------------------- |
| Изпълнителен продуцент | Васил Новаков                                                     |
| Преводачи              | Силвия Вълкова Гергана Кирилова Магдалена Митева Йоанна Йорданова |
| Режисьори на дублажа   | Анатолий Божинов Георги Стоянов                                   |